# Багамская хутия
Багамская хутия (лат. Geocapromys ingrahami) — вид грызунов из подсемейства хутиевых семейства щетинистых крыс. Эндемик Багамских Островов. Два подвида считаются вымершими.

## Описание
Крысообразный грызун с коротким хвостом и длиной тела около 60 см. Мех по цвету может быть чёрным, серым, коричневым, белым или красноватым.

## Распространение
Вид является эндемиком Багамских островов. В 1973 он был интродуцирован в заповедник Exuma Cays Land and Sea Park.

## Поведение
Ночное животное, прячущееся под землёй в течение дня. Способно лазить по деревьям, но обычно остается вблизи земли. В диету входят листья, фрукты, орехи, а иногда насекомые и маленькие ящерицы. Спаривание может происходить в любое время года. Беременность длится около 4 месяцев, рождается до 4 детёнышей. Через несколько дней они способны есть взрослую пищу, а в семейной группе могут оставаться до двух лет, когда достигают половой зрелости.